# Maoriblatta sublobata
Maoriblatta sublobata är en kackerlacksart som först beskrevs av Karlis Princis 1954.  Maoriblatta sublobata ingår i släktet Maoriblatta och familjen storkackerlackor. Inga underarter finns listade i Catalogue of Life.